# Collateral Damage
Collateral Damage (Daño colateral en Hispanoamérica, España y Argentina) es una película de acción estadounidense estrenada en 2002, protagonizada por, entre otros, Arnold Schwarzenegger, Elias Koteas, Francesca Neri, Cliff Curtis, John Leguizamo y John Turturro; dirigida por Andrew Davis, guionizada por David Griffiths y Ronald Roose.
La película narra la historia de un bombero de Los Ángeles, que busca vengar la muerte de su esposa e hijo a manos de un comando guerrillero, viajando a Colombia y enfrentándose a los asesinos de su familia.

## Argumento
Gordon "Gordy" Brewer (Arnold Schwarzenegger), es un bombero de la ciudad de Los Ángeles que vive con Anne (Lindsay Frost), su esposa.
Una mañana ella se lleva al hijo de ambos, Matt (Ethan Dampf), al médico y él accede a recogerlos más tarde.
Sin embargo, “Gordy” se retrasa y mientras su esposa e hijo están esperándole en una plaza cerca del consulado colombiano, Claudio Perrini, "El Lobo", (Cliff Curtis), disfrazado como oficial de policía, se dirige hacia el consulado en una motocicleta y la aparca. “Gordy” ve a su esposa y comienza a cruzar la calle hacia su encuentro, cuando su esposa está a la altura de la moto, esta explota. Su esposa e hijo mueren en el acto, así como algunas personas del consulado. “Gordy” solo resulta herido.
Más tarde, ve en las noticias las imágenes de la explosión y se fija que la moto era del policía, e informa al FBI de ello. El FBI se lo lleva para ser interrogado, le muestran un video terrorista y descubre que el policía era en realidad el terrorista llamado "El Lobo" y que el ataque tenía como objetivo al agente de la CIA Peter Brandt (Elias Koteas) debido a las actividades de dicha organización en Colombia. Le dicen que “El Lobo” ha vuelto a Colombia y no hay nada que puedan hacer, pero “Gordy” se niega a ello y decide ir tras él.
Después de eludir muchos guerrilleros en la selva, “Gordy” finalmente se infiltra en la zona donde opera la guerrilla. Es localizado tanto por la guerrilla (quienes lo quieren capturar para pedir rescate) como por la CIA (quienes no quieren que se inmiscuya en sus planes) y por la policía, pero son estos últimos quienes llegan primero hasta él y lo encierran en una prisión. Una vez allí, contacta con un estafador canadiense, Sean Armstrong (John Turturro). Los terroristas atacan la prisión para tratar de llegar a “Gordy” y liberar a algunos de sus miembros, pero “Gordy” consigue escapar y rescata a Sean. Sean le devuelve el favor ayudándolo a encontrar a Félix Ramírez (John Leguizamo), que gestiona la producción de droga que financia a los terroristas.
Después de alcanzar la planta de drogas, “Gordy” la destruye con explosivos. Félix es culpado por ello y ejecutado instantáneamente.
A continuación, “Gordy” se infiltra en el cuartel de "El Lobo", donde planta una bomba cerca de su habitación y se marcha. Desde fuera observa a una mujer y un niño caminando hacia el edificio y se da cuenta de que si los deja morir no será mejor que "El Lobo", así que corre hacia ellos para advertirles. "El Lobo" lo oye y salta fuera del edificio en el momento de la explosión. “Gordy” es capturado y recibe una paliza. La mujer, Selena Perrini (Francesca Neri) -la esposa de “El Lobo”- evita que sea asesinado.
“Gordy” es hecho prisionero. Él habla con Selena, tratando de obtener su ayuda. Selena le explica a “Gordy” que su marido se volvió un terrorista como consecuencia de un ataque americano indiscriminado contra la guerrilla, el cual acabó con la vida de su hijo así como la de los padres del niño que ahora cuidan como su hijo. “Gordy” le dice que sin importar la razón, lo que está haciendo está mal y que ella lo debe ayudar a detenerlo. Selena dice que “Gordy” y "El Lobo" son lo mismo, consumidos por el odio y la venganza.
Mientras tanto, la explosión llama la atención de la CIA quienes localizan el campamento terrorista y lanzan un ataque. Durante la confusión, Selena ayuda a escapar a “Gordy” con la condición que la lleve a ella y su hijo a los Estados Unidos y le informa que "El Lobo" ha vuelto a Washington para otro ataque.
“Gordy”, Selena, y su hijo son devueltos al Departamento de Estado en Washington para ayudar a capturar a "El Lobo". Selena informa que el objetivo es Union Station y mientras el FBI va a investigar, Selena se va al baño y le pide a su hijo que le acompañe quien se niega pese al enfado de ella. “Gordy” le dice que su hijo estará bien y ella acepta a regañadientes. “Gordy” sospecha de esta extraña situación y entonces recuerda que la persona que apareció en el primer video que le mostró el FBI hacía los mismos gestos que Selena; se da cuenta de que el verdadero objetivo era el Departamento de Estado, avisa a todos y lanza por la ventana el juguete del niño que no había sido comprobado justo antes de explotar.
“Gordy” persigue a Selena hasta el sótano del edificio, "El Lobo" está esperándola para escapar, pero “Gordy” manipula los controles del túnel y cierra las puertas principales. "El Lobo" y Selena tienen que volver a buscar los controles, “Gordy” abre algunas líneas de gas a lo largo de las paredes del túnel y espera. Selena dispara a “Gordy”, el disparo inflama el gas y el túnel explota, cuando “Gordy” vuelve a estudiar los daños, Selena y "El Lobo" habían sobrevivido y le atacan. Él lanza a Selena a través de un panel de control y muere electrocutada. "El Lobo" y “Gordy” siguen luchando, pero “Gordy” acaba con él.
Al final, “Gordy” abandona el Departamento de Estado junto con el hijo de Selena, mientras una voz en off informa que “Gordy” va a recibir la Medalla Presidencial de la Libertad al evitar una de los peores ataques terroristas en la historia de EE. UU.

## Reparto
| Actor                 | Personaje                  | Descripción                                                  |
| --------------------- | -------------------------- | ------------------------------------------------------------ |
| Arnold Schwarzenegger | Gordon "Gordy" Brewer      | Bombero de Los Ángeles que busca venganza.                   |
| Cliff Curtis          | Claudio Perrini, "El Lobo" | Terrorista colombiano.                                       |
| Francesca Neri        | Selena Perrini             | Esposa de "El Lobo".                                         |
| Elias Koteas          | Peter Brandt               | Agente de la CIA que trabajaba en Colombia.                  |
| John Leguizamo        | Felix Ramirez              | Gestiona la droga que financia a la organización terrorista. |
| John Turturro         | Sean Armstrong             | Estafador canadiense.                                        |
| Jsu García            | Roman                      |                                                              |
| Tyler Posey           | Mauro                      |                                                              |
| Michael Milhoan       | Jack                       |                                                              |
| Rick Worthy           | Ronnie                     |                                                              |
| Raymond Cruz          | Junior                     |                                                              |
| Lindsay Frost         | Anne Brewer                |                                                              |
| Ethan Dampf           | Matt Brewer                |                                                              |
| Jorge Zepeda          | Rocha                      |                                                              |
| Miguel Sandoval       | Joe Phipps                 |                                                              |
| Harry Lennix          | Agente Dray                |                                                              |
| Jane Lynch            | Agente Russo               |                                                              |
| Millie Slavin         | Barbara Ramsey             |                                                              |
| J. Kenneth Campbell   | Ed Coonts                  |                                                              |
| Rodrigo Obregón       | Rodrigo                    |                                                              |

## Producción
La compañía Warner Bros. produjo la película junto a Bel Air Entertainment, David Foster Productions y Hacienda Productions.

### Localizaciones
La película fue rodada en Los Ángeles, Nueva York y Washington D. C.. Las escenas que representan Colombia fueron rodadas en el pueblo de Coatepec, la ciudad de Xalapa y Alvarado en el estado de Veracruz, México. El rodaje en México duró diez semanas, primero se rodaron durante ocho semanas y luego volvieron a rodar otras dos.

### Música
La banda sonora estuvo compuesta por Graeme Revell, quien había compuesto otros éxitos como The Saint o Planeta rojo años atrás. Este mismo año había compuesto la banda sonora de Lara Croft: Tomb Raider que había recibido malas críticas.
Pese a que la experiencia del director en películas de acción era extensa, los críticos la reseñaron como una banda sonora aburrida, sin personalidad ni identidad y sin armonía. Se criticó que a pesar de que se grabó junto con una gran orquesta, aparecen sonido de sintetizadores como en las películas de presupuesto pequeño. La crítica la acabó definiendo como un claro ejemplo de una banda sonora que debería haber sido (y además la película lo necesitaba) mucho más dinámica e intensa.

## Recepción

### Estreno
La película fue calificada R en Estados Unidos, no recomendada a menores de trece años en Argentina, no recomendada a menores de catorce años en Perú y no recomendada a menores de dieciocho años en España.
La película iba a ser lanzada en la época en la que ocurrieron los atentados del 11 de septiembre de 2001, pero debido a la temática de la película Warner Bros. decidió retrasar unos meses su lanzamiento.
Arnold Schwarzenegger dijo que pese a los atentados la película no sufrió ningún cambio en su metraje.

### Taquilla y crítica
Collateral Damage recaudó 78.382.433 de dólares en todo el mundo.
La respuesta de la crítica fue negativa, Dessen Thomson del Washington Post dijo que la película era completamente ordinaria y que trataba de demostrar que Schwarzenegger no envejecía, la revista Variety dijo que más que dar vergüenza, era un insulto, la revista Rolling Stone dijo que Hollywood había lanzado una película que nunca debería haber hecho, el Chicago Reader dijo que era un thriller ridículo, Elvis Mitchell de The New York Times dijo que solo destacaban las escenas de acción, Wall Street Journal dijo que era una película empalagosa, Edward Guthman del San Francisco Chronicle dijo que era basura, y la revista Fotogramas la definió como una tortura.
La película también recibió alguna crítica neutral como la de Kenneth Turan de Los Angeles Times diciendo que la película no era novedad, es algo ya visto y que se volvería a ver, o Claudia Puig del USA Today quien la definió como otra película cualquiera de Schwarzenegger.
La película recibió también alguna crítica positiva, como la de Roger Ebert del Chicago Sun-Times dijo que la película era un entretenimiento como suelen ser las de Schwarzenegger.